# Norton (nära Evesham)
Norton är en by i civil parish Norton and Lenchwick, i distriktet Wychavon, i grevskapet Worcestershire, i England. Byn är belägen 4 km från Evesham. Byn hade 609 invånare år 2021. Byn nämndes i Domedagsboken (Domesday Book) år 1086, och kallades då Nortune.